# Internazionali di Lombardia Milano
Internazionali di Lombardia Milano – męski turniej tenisowy wchodzący w skład rozgrywek ATP World Tour rozgrywany w latach 1978–2005.
W latach 1978–1997 i 2001–2005 zawody odbywały się w Mediolanie, natomiast między rokiem 1998 i 2000 w Londynie. W obu miastach turniej grany był na nawierzchni dywanowej w hali z wyjątkiem edycji z 2000 roku, kiedy to tenisiści grali na kortach twardych w hali.
W 1991 roku odbył się również turniej kobiet.

## Mecze finałowe

### gra pojedyncza mężczyzn
| Mediolan |                       |                       |                     |
| Rok      | Zwycięzca             | Finalista             | Wynik               |
| 2005     | Robin Söderling       | Radek Štěpánek        | 6:3, 6:7(2), 7:6(5) |
| 2004     | Antony Dupuis         | Mario Ančić           | 6:4 6:7(12) 7:6(5)  |
| 2003     | Martin Verkerk        | Jewgienij Kafielnikow | 6:4, 5:7, 7:5       |
| 2002     | Davide Sanguinetti    | Roger Federer         | 7:6(2), 4:6, 6:1    |
| 2001     | Roger Federer         | Julien Boutter        | 6:4, 6:7(7), 6:4    |
| Londyn   |                       |                       |                     |
| Rok      | Zwycięzca             | Finalista             | Wynik               |
| 2000     | Marc Rosset           | Jewgienij Kafielnikow | 6:4, 6:4            |
| 1999     | Richard Krajicek      | Greg Rusedski         | 7:6(6), 6:7(5), 7:5 |
| 1998     | Jewgienij Kafielnikow | Cédric Pioline        | 7:5, 6:4            |
| Mediolan |                       |                       |                     |
| Rok      | Zwycięzca             | Finalista             | Wynik               |
| 1997     | Goran Ivanišević      | Sergi Bruguera        | 6:2, 6:2            |
| 1996     | Goran Ivanišević      | Marc Rosset           | 6:3, 7:6(3)         |
| 1995     | Jewgienij Kafielnikow | Boris Becker          | 7:5, 5:7, 7:6(6)    |
| 1994     | Boris Becker          | Petr Korda            | 6:2, 3:6, 6:3       |
| 1993     | Boris Becker          | Sergi Bruguera        | 6:3, 6:3            |
| 1992     | Omar Camporese        | Goran Ivanišević      | 3:6, 6:3, 6:4       |
| 1991     | Aleksandr Wołkow      | Cristiano Caratti     | 6:1, 7:5            |
| 1990     | Ivan Lendl            | Tim Mayotte           | 6:3, 6:2            |
| 1989     | Boris Becker          | Aleksandr Wołkow      | 6:1, 6:2            |
| 1988     | Yannick Noah          | Jimmy Connors         | 4:4 krecz           |
| 1987     | Boris Becker          | Miloslav Mečíř        | 6:4, 6:3            |
| 1986     | Ivan Lendl            | Joakim Nyström        | 6:2, 6:2, 6:4       |
| 1985     | John McEnroe          | Anders Järryd         | 6:4, 6:1            |
| 1984     | Stefan Edberg         | Mats Wilander         | 6:4, 6:2            |
| 1983     | Ivan Lendl            | Kevin Curren          | 5:7, 6:3, 7:6       |
| 1982     | Guillermo Vilas       | Jimmy Connors         | 6:3, 6:3            |
| 1981     | John McEnroe          | Björn Borg            | 7:6, 6:4            |
| 1980     | John McEnroe          | Vijay Amritraj        | 6:1, 6:4            |
| 1979     | John McEnroe          | John Alexander        | 6:4, 6:3            |
| 1978     | Björn Borg            | Vitas Gerulaitis      | 6:3, 6:3            |

### gra podwójna mężczyzn
| Mediolan |                                      |                                       |                      |
| Rok      | Zwycięzcy                            | Finaliści                             | Wynik                |
| 2005     | Daniele Bracciali Giorgio Galimberti | Arnaud Clément Jean-François Bachelot | 6:7(8), 7:6(6), 6:4  |
| 2004     | Jared Palmer Pavel Vízner            | Daniele Bracciali Giorgio Galimberti  | 6:4, 6:4             |
| 2003     | Petr Luxa Radek Štěpánek             | Tomáš Cibulec Pavel Vízner            | 6:4, 7:6(4)          |
| 2002     | Karsten Braasch Andriej Olchowski    | Julien Boutter Maks Mirny             | 3:6, 7:6(5), 12–10   |
| 2001     | Paul Haarhuis Sjeng Schalken         | Johan Landsberg Tom Vanhoudt          | 7:6(5), 7:6(4)       |
| Londyn   |                                      |                                       |                      |
| Rok      | Zwycięzcy                            | Finaliści                             | Wynik                |
| 2000     | David Adams John-Laffnie de Jager    | Jan-Michael Gambill Scott Humphries   | 6:3, 6:7(7), 7:6(11) |
| 1999     | Tim Henman Greg Rusedski             | Byron Black Wayne Ferreira            | 6:3, 7:6(6)          |
| 1998     | Martin Damm Jim Grabb                | Jewgienij Kafielnikow Daniel Vacek    | 6:4, 7:5             |
| Mediolan |                                      |                                       |                      |
| Rok      | Zwycięzcy                            | Finaliści                             | Wynik                |
| 1997     | Pablo Albano Peter Nyborg            | David Adams Andriej Olchowski         | 6:4, 7:6             |
| 1996     | Andrea Gaudenzi Goran Ivanišević     | Guy Forget Jakob Hlasek               | 6:4, 7:5             |
| 1995     | Boris Becker Guy Forget              | Petr Korda Karel Nováček              | 6:2, 6:4             |
| 1994     | Tom Nijssen Cyril Suk                | Hendrik Jan Davids Piet Norval        | 4:6, 7:6, 7:6        |
| 1993     | Mark Kratzmann Wally Masur           | Tom Nijssen Cyril Suk                 | 4:6, 6:3, 6:4        |
| 1992     | Neil Broad David Macpherson          | Sergio Casal Emilio Sánchez           | 5:7, 7:5, 6:4        |
| 1991     | Omar Camporese Goran Ivanišević      | Tom Nijssen Cyril Suk                 | 6:4, 7:6             |
| 1990     | Omar Camporese Diego Nargiso         | Tom Nijssen Udo Riglewski             | 6:4, 6:4             |
| 1989     | Jakob Hlasek John McEnroe            | Heinz Günthardt Balázs Taróczy        | 6:3, 6:4             |
| 1988     | Boris Becker Eric Jelen              | Miloslav Mečíř Tomáš Šmíd             | 6:3, 6:3             |
| 1987     | Boris Becker Slobodan Živojinović    | Sergio Casal Emilio Sánchez           | 3:6, 6:3, 6:4        |
| 1986     | Colin Dowdeswell Christo Steyn       | Brian Levine Laurie Warder            | 6:3, 4:6, 6:1        |
| 1985     | Heinz Günthardt Anders Järryd        | Broderick Dyke Wally Masur            | 6:2, 6:1             |
| 1984     | Pavel Složil Tomáš Šmíd              | Kevin Curren Steve Denton             | 6:4, 6:3             |
| 1983     | Pavel Složil Tomáš Šmíd              | Fritz Buehning Peter Fleming          | 6:2, 5:7, 6:4        |
| 1982     | Heinz Günthardt Peter McNamara       | Mark Edmondson Sherwood Stewart       | 7:6, 7:6             |
| 1981     | Brian Gottfried Raúl Ramírez         | John McEnroe Peter Rennert            | 7:6, 6:3             |
| 1980     | Peter Fleming John McEnroe           | Andrew Pattison Butch Walts           | 6:2, 6:7, 6:2        |
| 1979     | Peter Fleming John McEnroe           | José Luis Clerc Tomáš Šmíd            | 6:1, 6:3             |
| 1978     | José Higueras Víctor Pecci           | Wojciech Fibak Raúl Ramírez           | 5:7, 7:6, 7:6        |

### gra pojedyncza kobiet
| Rok  | Zwyciężczyni | Finalistka          | Wynik         |
| 1991 | Monica Seles | Martina Navrátilová | 6:3, 3:6, 6:4 |

### gra podwójna kobiet
| Rok  | Zwyciężczynie             | Finalistki                       | Wynik       |
| 1991 | Sandy Collins Lori McNeil | Sabine Appelmans Raffaella Reggi | 7:6(0), 6:3 |